# 热座模式
热座模式（hotseat）是一种电脑游戏与电视游戏中的多人游戏模式，指多个玩家使用同一台终端，轮流控制自己在游戏中扮演或指挥的人物或国家行动。
热座模式是最早的多人游戏模式之一，也是至今最常见的多人游戏方式。其优点在于令游戏开发者节约了编写程序的复杂度和程序运行中的计算工作量，缺点则是极大延长了玩家们每局游戏的时间。没有人愿意花过多的时间等待和观看别人，在回合策略游戏中为了保证互相行动的保密性，热座模式下会带来更多麻烦，而对即时战略来说，使用热座模式更几乎是不可想象的。
早期使用热座模式进行动作游戏及射击游戏也往往意味着一些人过久的等待。
但在硬件条件有限时，热座模式仍然不失为最后的可行的多人游戏模式，因此仍在相当数量的新游戏，尤其是回合制的游戏中得到保留。
一般来说，为了弥补热座带来的等待时间问题，支持热座的游戏通常都有一些辅助手段，比如限制每位玩家的控制时间或极大降低玩家数等等，早期的热座动作/射击游戏中也就尝试分割弥补，每位玩家通过一段场景即强迫交换至下一个人控制。